# Ouratea odora
Ouratea odora är en tvåhjärtbladig växtart som först beskrevs av Eduard Friedrich Poeppig och Adolf Engler, och fick sitt nu gällande namn av Adolf Engler. Ouratea odora ingår i släktet Ouratea och familjen Ochnaceae. Inga underarter finns listade i Catalogue of Life.